# Вибухи газопроводу в Гаосюні (2014)

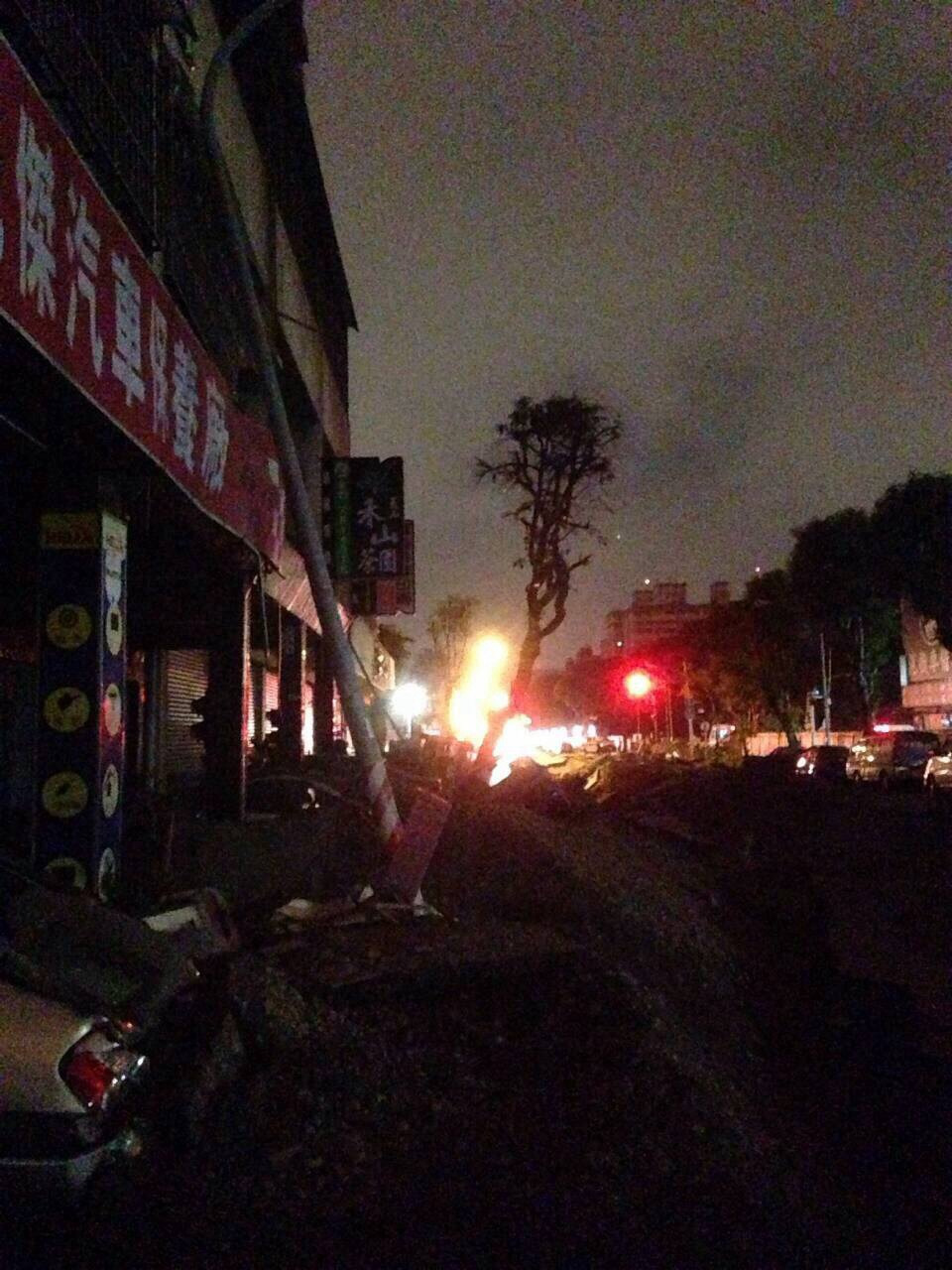
Один з вибухів.

Вибухи газопроводу в тайванському місті Гаосюн сталися 31 липня 2014 року в 20:46 за місцевим часом. В результаті катастрофи загинуло 30 чоловік, як мінімум 309 отримали поранення.

## Катастрофа
Вибухи сталися ввечері у четвер, 31 липня. Свідки повідомляли, що бачили як здіймаються в повітря вогняні кулі. Вибух газопроводу викликав пошкодження дороги і аварію на електричній мережі. За словами очевидців, вибух газопроводу підняв у повітря автомобілі та мотоцикли. Тіла деяких жертв і транспортні засоби були знайдені згодом на висоті декількох поверхів. До ранку п'ятниці більшість виниклих пожеж були погашені.
Прем'єр-міністр Китайської Республіки Цзян Ихуа заявив, що всього в місті сталося щонайменше п'ять вибухів. Після них 23600 домогосподарств залишилися без газу, 12000 - без електрики, 8000 - без води.
Пожежники з Ґаосюна, Тайнаня і Пиндуна займалися евакуацією людей та гасінням пожеж в місті. Четверо пожежників загинули, 22 отримали поранення. Починаючи з п'ятниці рятувальники за допомогою спеціально навчених собак приступили до пошуку тих, що вижили в постраждалих районах.
Багато будівель, такі як школи, готелі, культурні центри, були використані як тимчасові притулки для 12000 чоловік.

## Розслідування
Чан Чіа-Цзюйч, призначений керівником сформованого кризового центру, заявив, що, за його припущенням, вибухи були викликані витоком пропілена, що означає, що виникли пожежі не слід гасити водою. Пожежники і рятувальники, за його словами, повинні були чекати, поки газ вигорить. Пропілен не використовувався для побутових потреб городян, але поставлявся по трубопроводах на нафтохімічні заводи.
Вибухнув трубопровід належав компанії "CPC Corporation".

## Реакція
Президент Китайської Республіки Ма Інцзю розпорядився надати допомогу жертвам пожеж. Прем'єр-міністр Цзян Ихуа наказав наполовину приспустити державні прапори з 5 серпня на триденний строк у зв'язку із жалобою за загиблими в результаті вибухів газопроводу і у катастрофи в аеропорту Пенху, що сталася за тиждень до цього, у якій загинуло 48 осіб (з них 46 були громадянами Китайської Республіки).
Мер Ґаосюна Чень Чу заявив, що в п'ятницю державні установи і школи в районах, постраждалих від вибухів, будуть закриті в цілях полегшення проведення пошуково-рятувальних операцій. Він рекомендував компанія-постачальникам газу утриматися від його поставок в зруйновану частину міста. Мер Ґаосюна попросив президента віддати наказ про обстеження підземної системи нафтохімічних трубопроводів Ґаосюна щоб уникнути подібних подій у майбутньому та з метою внесення змін до майбутні маршрути прокладання трубопроводів, які уникали б густонаселених районів.
Міністерство оборони Тайваню направило на допомогу рятувальникам у Гаосюн 1400 солдатів.
Демократична прогресивна партія (ДПП) після екстреної наради під головуванням Цай Інвень призупинила свою діяльність до проходження місцевих виборів у листопаді. Партія також попросила інші муніципалітети і округу, керовані нею, надати допомогу в Гаосюн. Гоміньдан також припинив всю свою діяльність до виборів.
У зв'язку з катастрофою на Тайвані були скасовані кілька фестивалів.
Голова Китайської Народної Республіки Сі Цзіньпін висловив співчуття у зв'язку з вибухом у Гаосюні.

## Наслідки катастрофи
Ціни на акції низки тайванських нафтохімічних компаній, особливо тих, що працюють в Гаосюні, знизилися після вибухів. З міркувань безпеки компанія "China Petrochemical Development Co.", яка також має виробництво в Гаосюні, знизила рівень тиску газу в трубах.